# إدغار ويلسون ناي
إدغار ويلسون ناي (بالإنجليزية: Edgar Wilson Nye) هو صحفي أمريكي، ولد في 25 أغسطس 1850 في Shirley, Maine ‏ في الولايات المتحدة، وتوفي في 22 فبراير 1896 في Arden, North Carolina ‏ في الولايات المتحدة بسبب التهاب السحايا.

## معرض صور

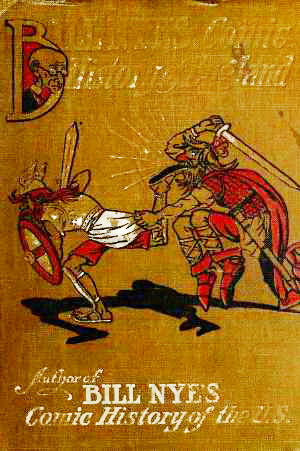
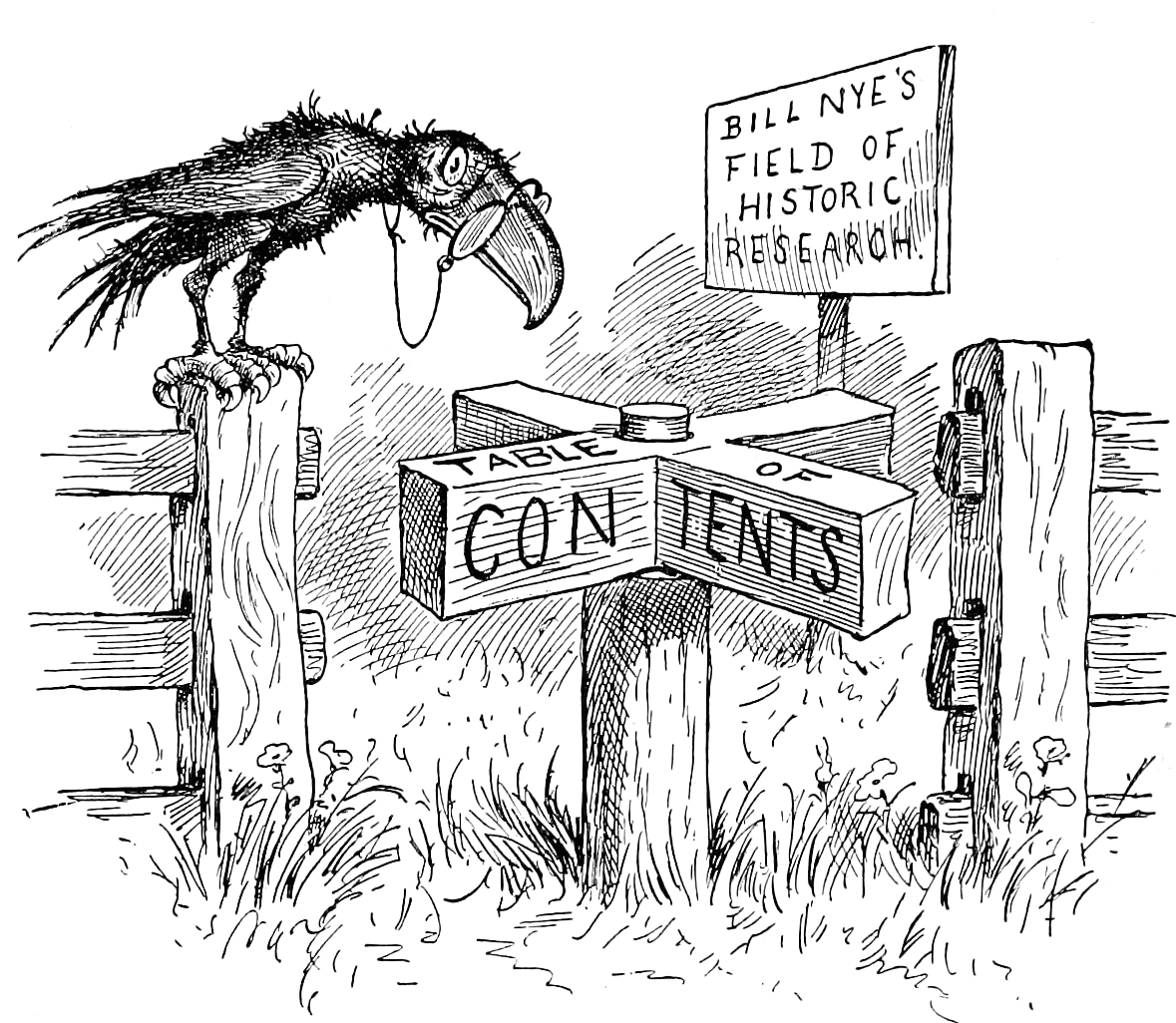
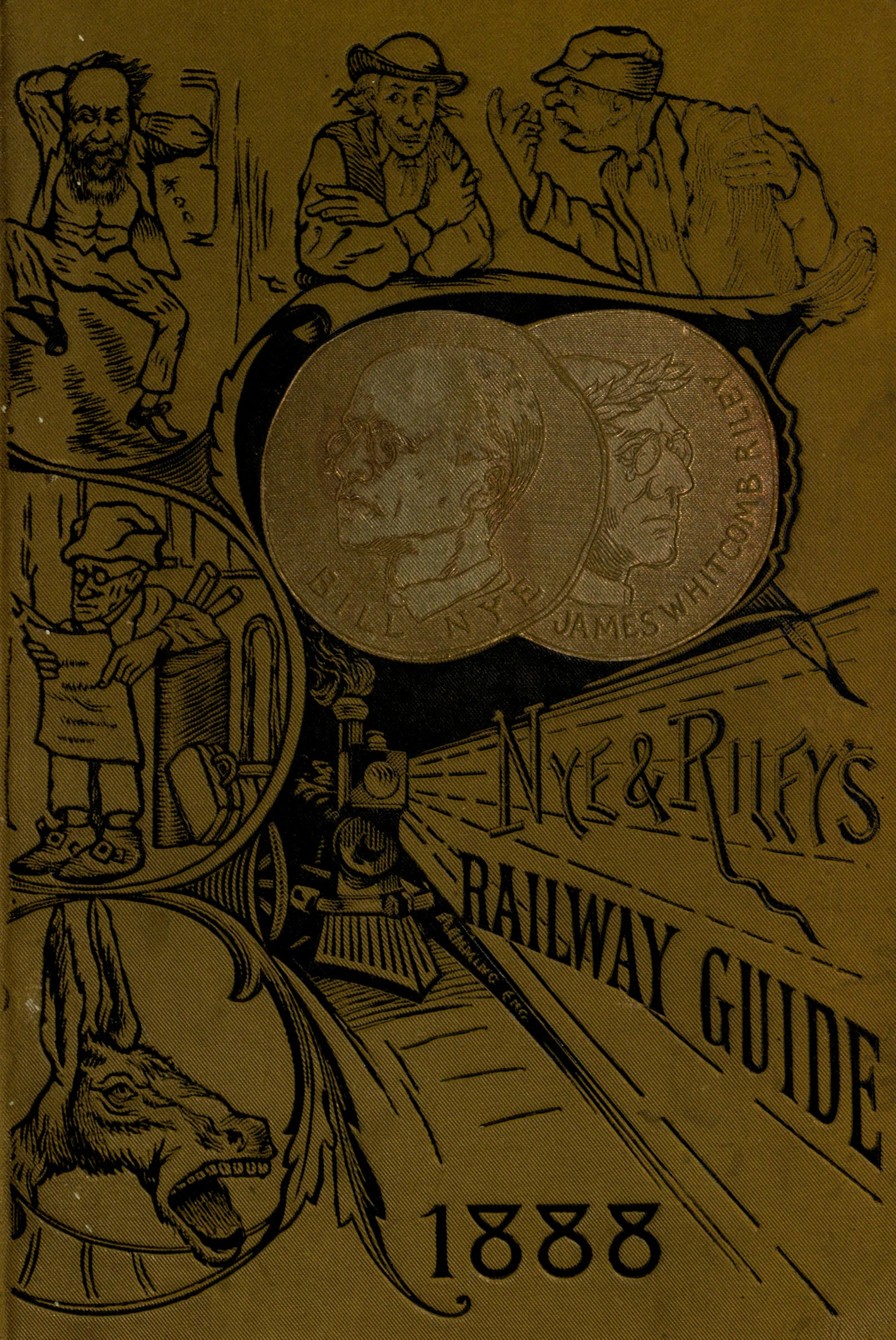

## وصلات خارجية
- إدغار ويلسون ناي على موقع إن إن دي بي (الإنجليزية)